# Żabno (gromada w powiecie miasteckim)
Żabno – dawna gromada, czyli najmniejsza jednostka podziału terytorialnego Polskiej Rzeczypospolitej Ludowej w latach 1954–1972.
Gromady, z gromadzkimi radami narodowymi (GRN) jako organami władzy najniższego stopnia na wsi, funkcjonowały od reformy reorganizującej administrację wiejską przeprowadzonej jesienią 1954 do momentu ich zniesienia z dniem 1 stycznia 1973, tym samym wypierając organizację gminną w latach 1954–1972.
Gromadę Żabno z siedzibą GRN w Żabnie utworzono 31 grudnia 1971 w powiecie miasteckim w woj. koszalińskim z obszarów zniesionych gromad Łobzowo i Wałdowo (oprócz wsi Pietrzykowo) w tymże powiecie.
Gromada przetrwała do końca 1972 roku, czyli do kolejnej reformy gminnej. 1 stycznia 1973 w powiecie miasteckim utworzono gminę Żabno (zniesioną w połowie 1976 roku).